# 區景
區景（？—210年），長沙（今湖南省長沙市）人。東漢末年蒼梧都督。

## 生平
最初，交州刺史張津迷信鬼神，經常用紅色頭巾包裹頭髮，喜歡彈琴、燒香，閱讀道家的書籍，說能夠助於得道。在建安八年（公元203年），張津最終被他的部將區景所殺害。
當時荊州牧劉表為染指交州，便派遣零陵郡的賴恭代替張津為交州刺史，又派部屬吳巨為蒼梧太守，區景後來投入吳巨麾下。及至建安十五年(公元210年)，孫權任命步騭為交州刺史。吳巨提醒帳下都督區景別與步騭會面，結果區景經不住步騭不斷的邀請，吳巨便和區景一同前往，步騭認為吳巨心懷異心，於是借機殺害了吳巨與區景。